# Juan López
Juan López (Valência, ca. 1455 - Roma, 5 de agosto de 1501) foi um cardeal do século XVI.

## Vida pregressa
Seu primeiro nome também está listado como Joan e seu sobrenome como Llopis ou Lopis. Ele foi chamado de Cardeal de Perugia ou Cardeal de Cápua.
Obteve o bacharelado em teologia e ingressou em Roma, ainda muito jovem, na casa do Cardeal Rodrigo de Borja, futuro Papa Alexandre VI. Seu nome aparece pela primeira vez nos Registros do Vaticano em 17 de outubro de 1475; ele é primeiro chamado de familiar e depois secretário do cardeal. Abreviatore di parco minore antes de 28 de janeiro de 1481. Cânon do capítulo da catedral de Valência, 4 de fevereiro de 1484; e de Lérida, 8 de fevereiro de 1484. Cânon do capítulo da basílica patriarcal do Vaticano. Juntamente com Jaime Casanova, abreviador, foi conclavista do cardeal Borja no conclave de 1484; o Sagrado Colégio encarregou ele e outros dois de redigir as capitulações do conclave. Decano do capítulo da catedral de Valência no pontificado do Papa Inocêncio VIII. Limosnero de Saragoça, 21 de agosto de 1491. Datário papal, de agosto de 1492 até fevereiro de 1496, quando foi promovido ao cardinalato.

## Episcopado
Eleito bispo de Perugia em 29 de dezembro de 1492; reteve todos os seus benefícios; manteve a sé até sua promoção a Cápua; administrador da sé de Perugia, de 1499 até sua morte. Em 1493, refutou as acusações feitas por Enrique Enríquez, mordomo do rei Fernando da Espanha, contra o papa. Nomeado secretário papal em 25 de dezembro de 1493; como favorito do papa e gozando de sua total confiança, exerceu missões extraordinárias além das próprias do datário. López recebeu do papa inúmeras prebendas e benefícios na Espanha. Em dezembro de 1494, o papa pediu-lhe que interviesse no conflito com o cardeal Ascanio Sforza.
A partir de 1493, os reis católicos da Espanha solicitaram frequentemente o apoio do Bispo López nas negociações com o papa. Em 1495, durante a invasão da Itália pelo rei Carlos VIII, esteve sempre entre os prelados convocados pelo Papa Alexandre VI para aconselhamento e encarregado de negociar, em nome do pontífice, com os representantes do rei. A pedido do rei Carlos VIII, a sé de Carcassone foi reservada ao bispo López em 23 de março de 1495.

## Cardinalato
Criado cardeal-presbítero no consistório de 19 de fevereiro de 1496; recebeu o chapéu vermelho e o título de S. Maria in Trastevere em 24 de fevereiro. Administrador da sé de Carcassone em 23 de dezembro de 1497 até sua morte. Recebeu em comenda a Sé de Oloren; renunciou à comenda em 28 de maio de 1498. Promovido à sé metropolitana de Cápua em 15 de outubro de 1498; ocupou a sé até sua morte. Esteve com o papa quando os embaixadores de Espanha e Portugal ameaçaram o pontífice em janeiro de 1499. Nomeado arquidiácono de São Paulo em Londres em 4 de novembro de 1499. Abade commendatario da abadia nullius de S. Cristoforo de Castri Durantii, 1 de abril de 1500, do mosteiro cisterciense de Valledigne, diocese de Valência, e do mosteiro beneditino de S. Sinforiano, Milão. Renunciou à comenda do mosteiro de São Pedro, Viena, em 1500. Camerlengo do Sagrado Colégio dos Cardeais, de janeiro de 1501 até sua morte. Arcipreste da Basílica Patriarcal do Vaticano, 10 de maio de 1501; tomou posse no dia seguinte e ocupou o cargo até sua morte.
Morreu em Roma em 5 de agosto de 1501, em seu apartamento no palácio do Vaticano, Roma. Enterrado na basílica patriarcal do Vaticano, que em breve seria demolida